# Enrique Díaz Díaz
Enrique Díaz Díaz (ur. 13 czerwca 1952 w Huandacareo) – meksykański duchowny rzymskokatolicki, od 2017 biskup Irapuato.

## Życiorys
Święcenia kapłańskie otrzymał 23 października 1977 i został inkardynowany do archidiecezji Morelia. Był m.in. wykładowcą diecezjalnego seminarium, proboszczem w Tzintzuntzan i Morelii, a także wikariuszem biskupem dla regionu Pátzcuaro.
30 kwietnia 2003 papież Jan Paweł II mianował go biskupem pomocniczym San Cristóbal de Las Casas oraz biskupem tytularnym Izirzady. Sakrę biskupią przyjął 10 lipca 2003 z rąk ordynariusza tejże diecezji, Felipe Arizmendi Esquivela.
15 maja 2014 został prekonizowany biskupem koadiutorem San Cristóbal de Las Casas, jednak nie objął pełni rządów w diecezji, gdyż 11 marca 2017 został przeniesiony na urząd biskupa Irapuato (ingres odbył się 19 maja 2017).